# Cieśnina Bellota

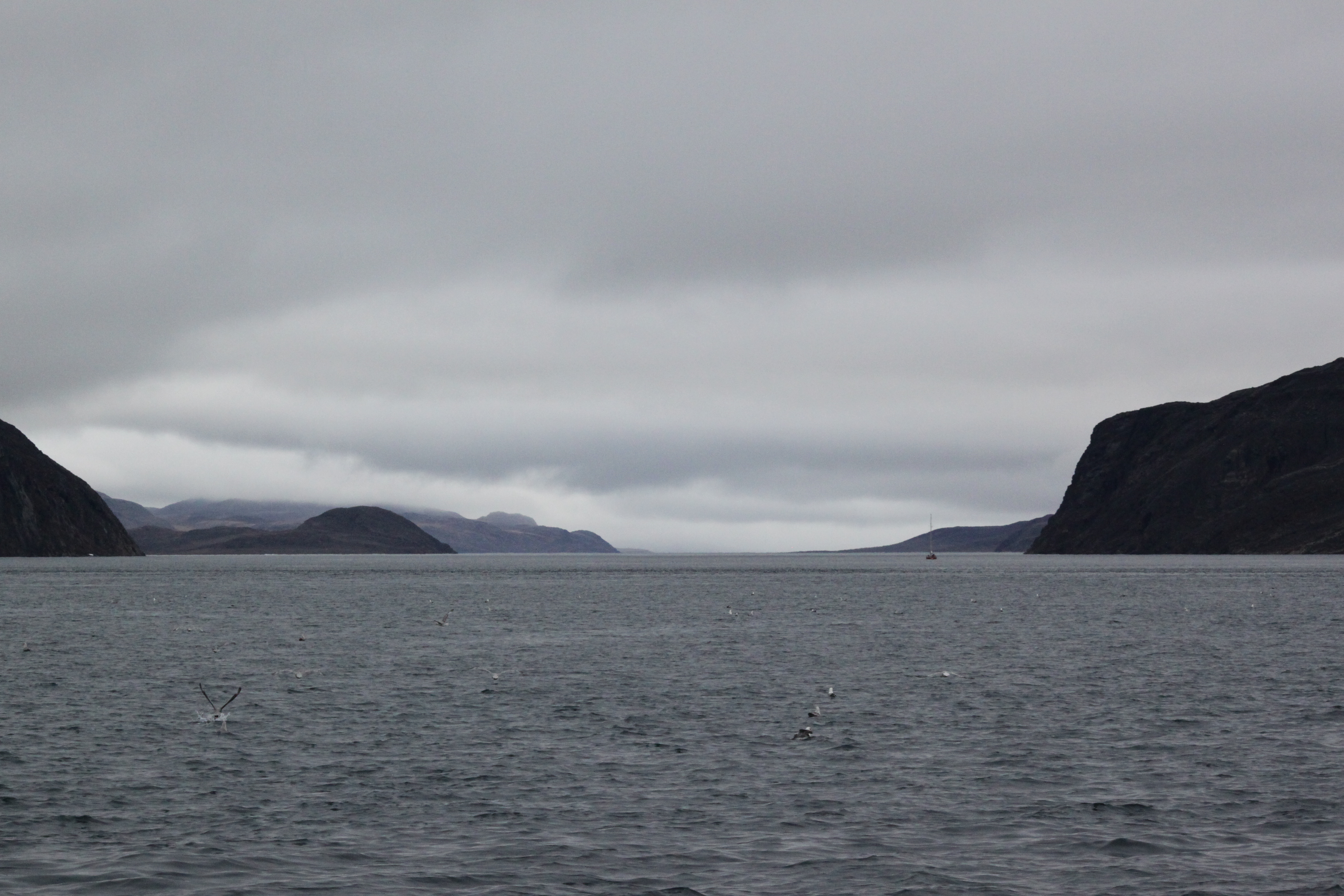
Zachodni kraniec cieśniny

Cieśnina Bellota (ang. Bellot Strait) – cieśnina w północnej Kanadzie, na obszarze terytorium Nunavut. Oddziela wyspę Somerset na północy od półwyspu Boothia na południu. Ma około 2 km szerokości i 25 km długości. Na jej wschodnim końcu znajduje się półwysep Murchisona – najbardziej na północ wysunięty punkt kontynentalnej Ameryki Północnej.
Północny brzeg cieśniny wznosi się stromo na wysokość około 450 metrów, południowy na 750 m. W cieśninie często i nieregularnie pojawiają się silne prądy wodne w obu kierunkach, o prędkości dochodzącej do 8 węzłów (15 km/h), co w połączeniu z pływającymi w niej górami lodowymi stwarza ogromne niebezpieczeństwo żeglugowe.
Pierwszym Europejczykiem, który zobaczył cieśninę byli William Kennedy i Joseph René Bellot, którzy dotarli do jej brzegów psim zaprzęgiem z Batty Bay w 1852, podczas poszukiwań zaginionej wyprawy pod dowództwem Johna Franklina. Potwierdzili w ten sposób, że Somerset rzeczywiście jest wyspą oraz że istnieje zachodnie wyjście z cieśniny Księcia Regenta. W 1858 Francis Leopold McClintock próbował przepłynąć cieśninę, jednak nie udało mu się to i w rezultacie wycofał się, by przezimować przy półwyspie Murchisona. Cieśninę Bellota po raz pierwszy przepłynął w 1937 Scotty Gall na statku Aklavik, należącym do Kompanii Zatoki Hudsona.